# 圣普里瓦 (科雷兹省)
圣普里瓦（法語：Saint-Privat，法語發音：[sɛ̃ pʁiva]）是法国科雷兹省的一个市镇，位于该省东南部，属于蒂勒区。

## 地理
圣普里瓦（45°8'18"N, 2°5'56"E）面积32.85 平方千米，位于法国新阿基坦大区科雷兹省，该省份为法国中南部省份，北起上维埃纳省和克勒兹省，西接多爾多涅省，南至洛特省，东临多姆山省和康塔爾省。
与圣普里瓦接壤的市镇（或旧市镇、城区）包括：达拉扎克、圣西尔格拉卢特尔、圣热涅奥梅尔、圣于连欧布瓦、塞维耶尔堡。

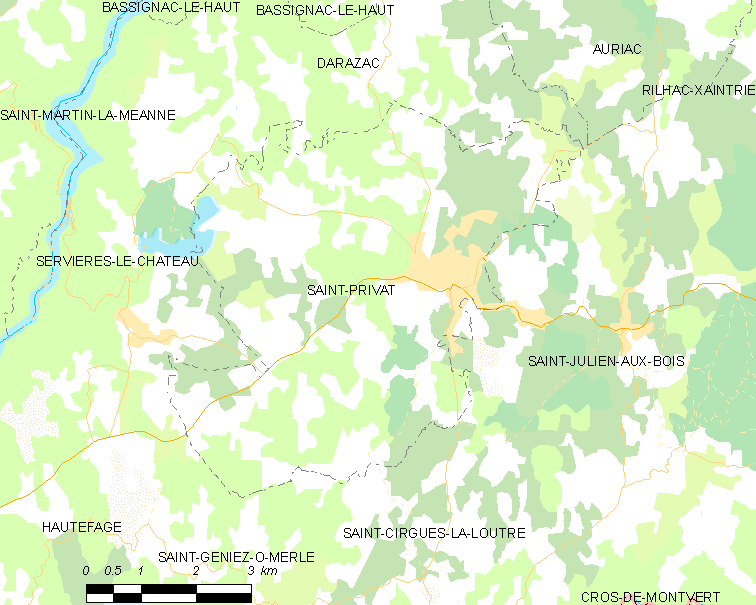
的OSM定位图

圣普里瓦的时区为UTC+01:00、UTC+02:00（夏令时）。

## 行政
圣普里瓦的邮政编码为19220，INSEE市镇编码为19237。

## 政治
圣普里瓦所属的省级选区为多尔多涅河畔阿让塔县。

## 人口

1962-2008年间人口变化图示

圣普里瓦于2022年1月1日时的人口数量为1038人。